# Política de Guatemala
La República de Guatemala es un estado soberano e independiente ubicado en Centroamérica, y forma parte de la Organización de las Naciones Unidas y de la Organización de los Estados Americanos. Guatemala política y jurídicamente se rige por la Constitución Política de la República de Guatemala, la cual es la ley suprema del Estado. El sistema de gobierno de Guatemala es republicano, democrático y representativo, según lo establecido en el artículo 140 de la Constitución.
La soberanía de Guatemala radica en el pueblo quien la delega, para su ejercicio, en los Organismo del Estado, según lo establecido en el artículo 141 de la Constitución, los cuales son:
- Organismo Legislativo, el cual ejerce el poder legislativo, dicho poder es ejercido por los Diputados del Congreso de la República.
- Organismo Ejecutivo, el cual ejerce el poder ejecutivo, dicho poder es ejercido por el Presidente de la República, el Vicepresidente de la República, los Ministerios del Estado de Guatemala y sus dependencias. Es importante resaltar que este organismo cuenta con su ley propia que norma todo lo relativo a su estructura, organización y funcionamiento.
- Organismo Judicial, el cual ejerce el poder judicial, dicho poder es ejercido por la Corte Suprema de Justicia, Corte de Apelaciones, Tribunales de Primera Instancia, Juzgados de Paz o Juzgados Menores y demás juzgados que establezca la ley. Cuenta con su propia ley orgánica que se encuentra contenida en el Decreto 2-89 del Congreso de la República, Ley del Organismo Judicial.

En este mismo artículo se estipula que la subordinación entre los mismos, es prohibida. 

## Historia: condiciones políticas
Las elecciones presidenciales y legislativas de 1999 fueron consideradas por observadores internacionales como libres y justas. La participación de las mujeres y los votantes indígenas fue más alta que en el pasado reciente, aunque quedó preocupación con respecto a la accesibilidad de los lugares de votación en las áreas rurales.
La victoria arrolladora de Alfonso Portillo combinada con una mayoría del FRG en el Congreso de la República sugirió la posibilidad de una acción legislativa rápida. Sin embargo, bajo la Constitución Guatemalteca de 1985, la aprobación de muchos tipos de legislación requiere el voto de dos tercios del número total de diputados en el hemiciclo. Por eso la aprobación de esta legislación no es posible únicamente con los votos del FRG.
El balance político fue alterado en 2000 cuando emergieron alegaciones de que el FRG había alterado la legislación ilegalmente. Siguiendo una investigación, la Corte Suprema de Justicia despojó de su inmunidad legislativa a los involucrados, incluyendo al Presidente del Congreso de la República y jefe del FRG José Efraín Ríos Montt, para que enfrentarán cargos en el caso. Aproximadamente al mismo tiempo, la oposición del PAN sufrió una ruptura interna y se dividió en varias facciones; lo mismo ocurrió con la ANN. Como resultado, reformas esenciales para la implementación de la paz esperan acción legislativa.
Casos nuevos de abuso a los derechos humanos continuaron declinando, aunque el acoso violento a los trabajadores de los derechos humanos presentaba un serio reto a la autoridad gubernamental. El crimen común, agravado por un legado de violencia, presenta otro serio desafío. La impunidad sigue siendo un problema importante, principalmente porque las instituciones democráticas, incluyendo aquellas responsables de la administración de justicia, han desarrollado únicamente una capacidad limitada para lidiar con este legado.
Las últimas elecciones fueron celebradas el 20 de agosto de 2023, dieron la victoria a Bernardo Arévalo, bajo la bandera del partido Semilla.
El Congreso está dominado principalmente por tres fuerzas políticas (Vamos,Unidad Nacional de la Esperanza y Movimiento Semilla) de centroizquierda y derecha, y la participación de los otros partidos puede considerarse marginal en cantidad de votos, incluidos los cuatro partidos de izquierda. Tanto el Congreso como el gobierno central han sufrido un duro desgaste ante la ciudadanía que los percibe incapaces de resolver los problemas de inseguridad ciudadana, desempleo, pobreza, analfabetismo y desnutrición.

## Constitución Política de la República
La Constitución Política de la República de Guatemala es la ley suprema de la República de Guatemala, en la cual se rige todo el Estado y sus demás leyes y recoge los derechos fundamentales de su población. Fue creada el 31 de mayo de 1985 por la Asamblea Nacional Constituyente de ese año, convocada por el entonces Jefe de Estado de facto, general Óscar Humberto Mejía Víctores, tras las elecciones a la Asamblea Nacional Constituyente celebradas el 1 de julio de 1984. Dicha Carta Magna se hizo efectiva el 14 de enero de 1986.
Fue suspendida el 25 de mayo de 1993 por el entonces presidente Jorge Serrano Elías; reinstaurada el 5 de junio de 1993 acto seguido del derrocamiento del presidente; enmendada en noviembre de 1993. 
El presidente y vicepresidente son elegidos directamente por medio de sufragio universal y están limitados a un período. Un vicepresidente puede ser candidato a presidente después de 4 años fuera del cargo, toda vez no haya ejercido el cargo de presidente por un tiempo mayor a un año. Los magistrados de la Corte Suprema de Justicia son elegidos por el Congreso de la República de Guatemala de entre los integrantes de una lista enviada por los decanos de las Facultades de derecho de la Universidades Privadas del país y la Universidad de San Carlos de Guatemala, la única universidad pública del país. 

### Información
| Nombre Oficial:             | República de Guatemala                                             |
| Denominación Común:         | Guatemala                                                          |
| Forma de Gobierno:          | República Presidencialista Constitucional                          |
| Residencia de la Soberanía: | Pueblo                                                             |
| Organismo del Estado        | - Organismo Legislativo - Organismo Ejecutivo - Organismo Judicial |
| Capital:                    | Nueva Guatemala de la Asunción.                                    |
| División Administrativa:    | - 8 Regiones - 22 Departamentos - 340 Municipios                   |

## Organismo del Estado

### Organismo Ejecutivo

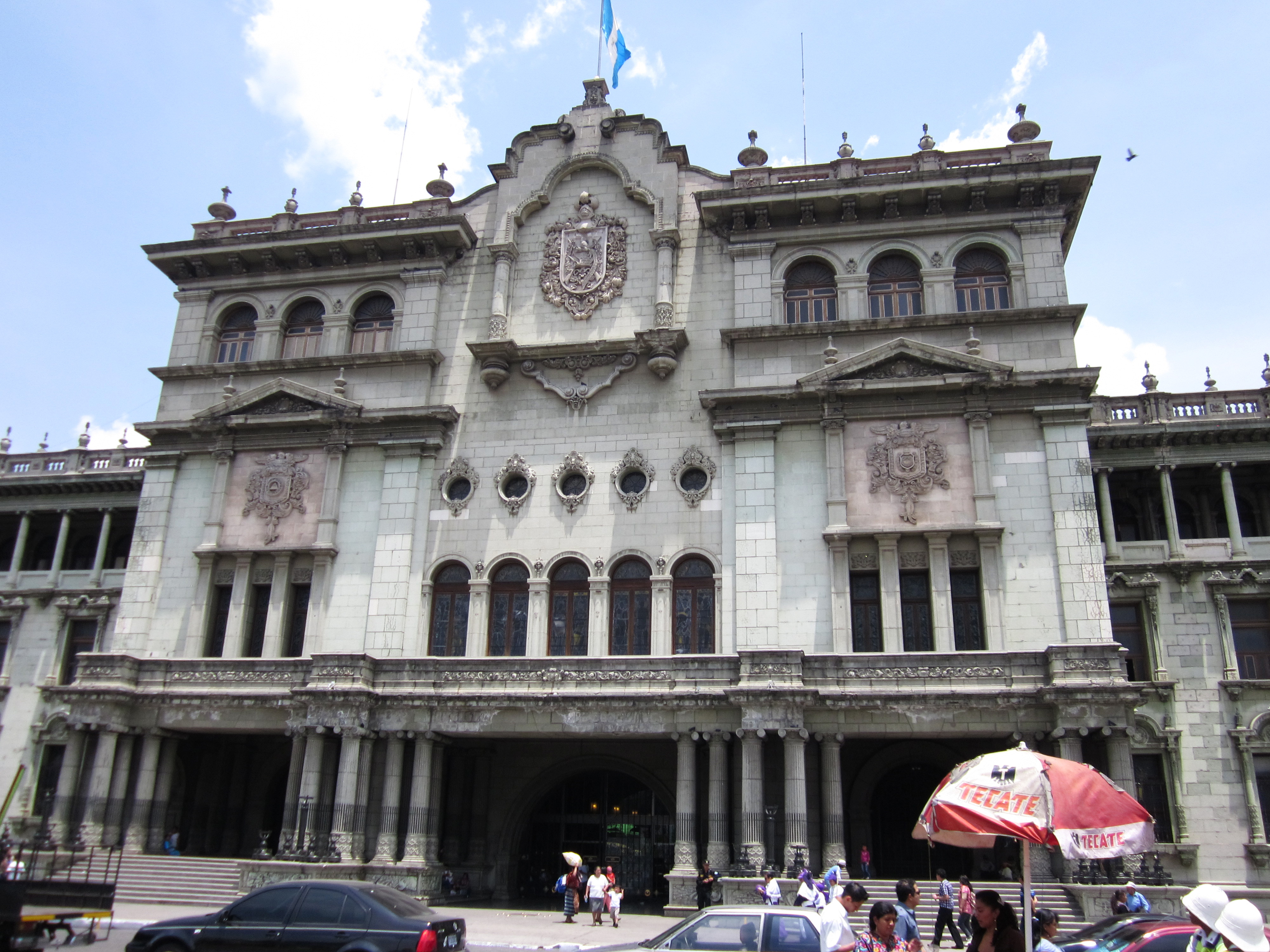
Palacio Nacional de la Cultura, sede del Gobierno Central

Este organismo o poder es ejercido por el Presidente de la República de Guatemala, el Vicepresidente de la República de Guatemala y el Consejo de Ministros y por la demás entidades públicas correspondientes a este organismo. Su sede se encuentra ubicada en el Palacio Nacional de la Cultura en la zona uno de la Nueva Guatemala de la Asunción. El presidente y el vicepresidente de la república son elegidos por un período improrrogable de cuatro años por medio del sufragio universal y secreto. El presidente de la República es el Comandante en Jefe de las Fuerzas Armadas de Guatemala y las Fuerzas Públicas. El actual Presidente de la República de Guatemala es Bernardo Arévalo y la vicepresidenta es Karin Herrera.

### Organismo Legislativo

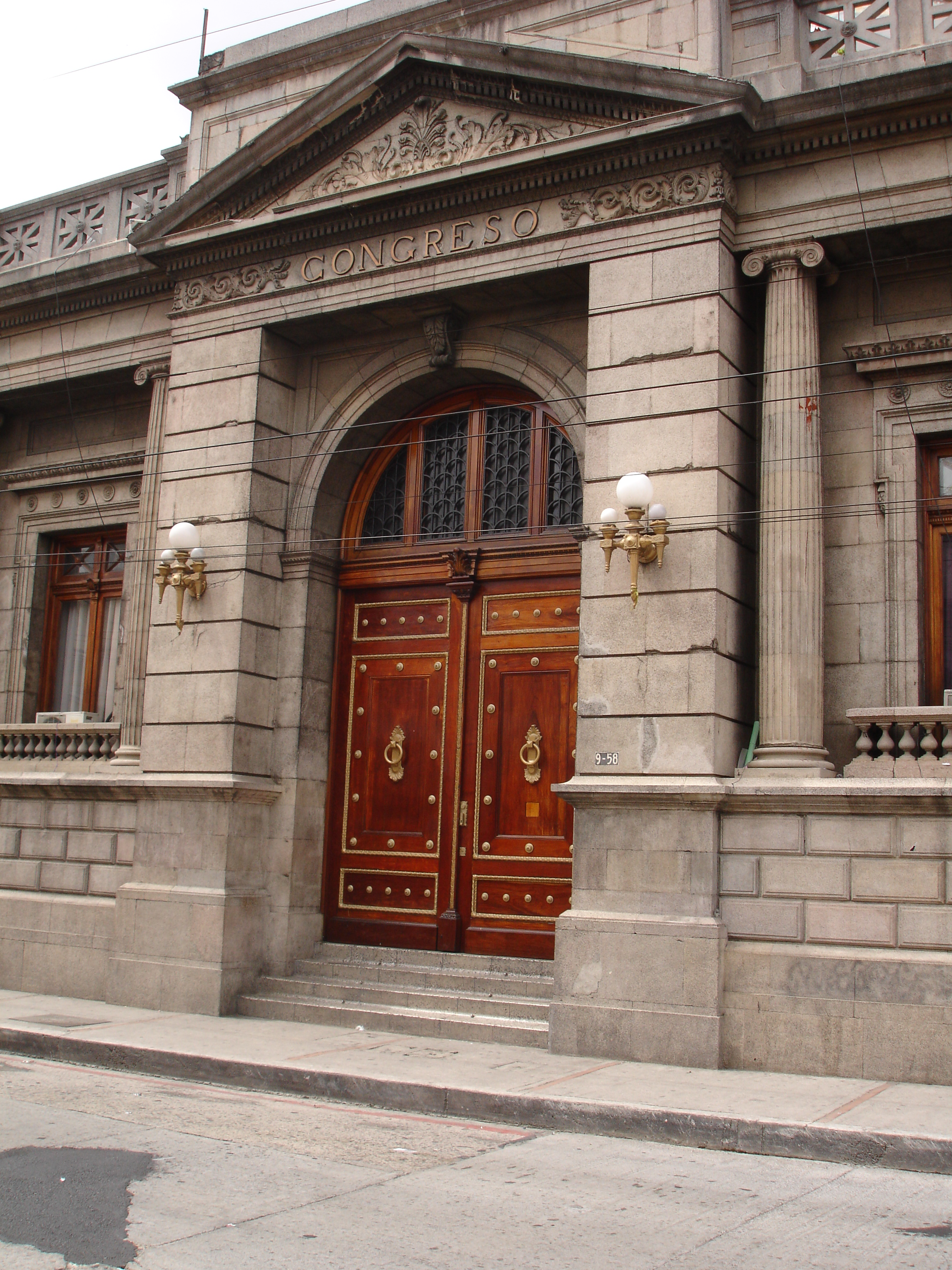
Palacio del Organismo Legislativo, sede del Congreso de la República

Este organismo o poder está ejercido por el Congreso de la República de Guatemala, el cual consta de un hemiciclo formado por 160 diputados de los diferentes distritos electorales para un período de gestión de cuatro años pudiendo ser reelectos mediante el sufragio universal y secreto. Su función primordial es representar al pueblo, pero también se encarga de decretar, reformar y derogar las leyes según sea para el beneficio del pueblo guatemalteco. Sus períodos o sesiones ordinarias comenzarán el 14 de enero al 15 de mayo y del 1 de agosto al 30 de noviembre de cada año, sin necesidad de convocatoria, así también podrá hacerlo en reuniones extraordinarias cuando sea de principal importancia. El actual presidente del Congreso de la República de Guatemala es Nery Ramos. Su sede se encuentra en el Palacio del Congreso de la República de Guatemala, en la 9 avenida entre la 9 y 10 calle de la Zona 1 de la Ciudad de Guatemala.

### Organismo Judicial

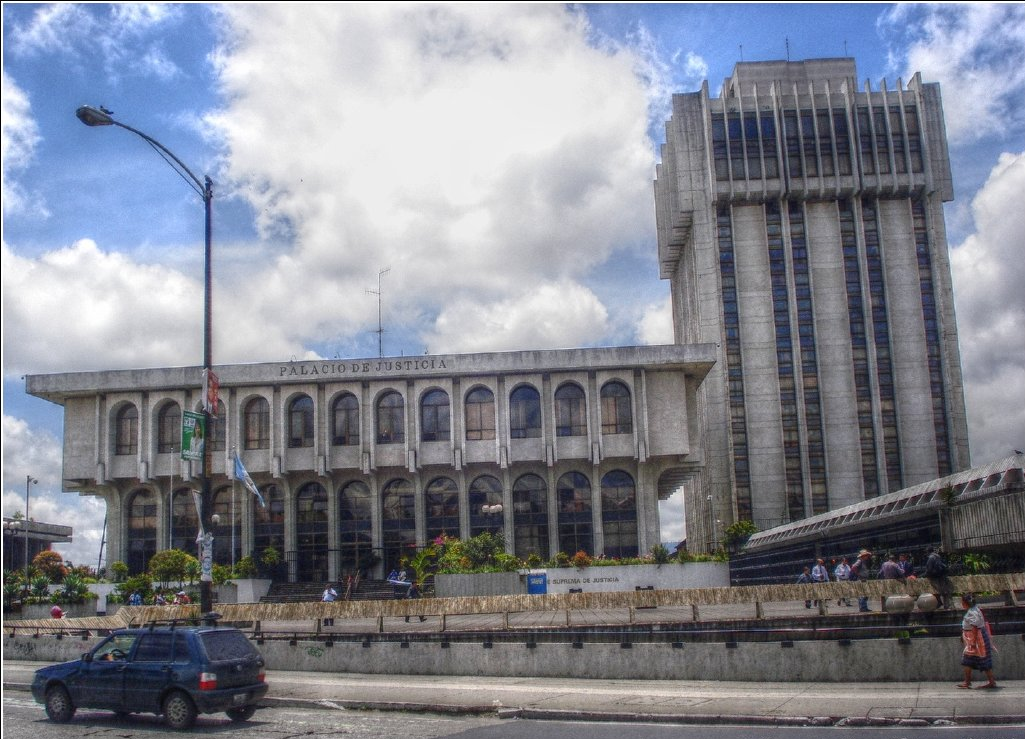
Palacio de Justicia, sede de la Corte Suprema de Justicia.

Este organismo es ejercido por la Corte Suprema de Justicia, máxima corte del país, la cual está conformada por 13 magistrados electos por el Congreso de la República para un período de gestión de cinco años pudiendo ser reelectos. La función de dicho organismo está establecida en la ley, la establece que la Corte Suprema de Justicia podrá administrar la justicia conforme lo dicte la Constitución y las demás leyes. El actual Presidente del Organismo Judicial y la Corte Suprema de Justicia es Óscar Cruz Oliva. Su sede se encuentra en el Palacio de Justicia en la Zona 4 de la Ciudad de Guatemala. Actualmente el Organismo Judicial encabeza el Sistema de Justicia en Guatemala.
El tribunal en materia constitucional es la Corte de Constitucionalidad formada por 5 magistrados titulares y 5 suplentes, los cuales velan porque se cumpla la Constitución Política de la República, pero no forma parte del organismo judicial ni de ningún organismo.

## Elecciones Generales
En Guatemala siempre se han realizado elecciones populares para elegir a los gobernantes, a partir de la entrada en vigencia de la actual constitución en 1985 se han realizado 14 elecciones (10 generales, 3 municipales 1 legislativa) y 3 consultas populares o referéndums. 
Las últimas elecciones en Guatemala fueron realizadas el 25 de junio de 2023, en las que se eligieron 160 diputados para el Congreso de la República, 340 alcaldes junto a síndicos y concejales; y 20 diputados para el Parlamento Centroamericano. En la elección ningún candidato obtuvo más del 50% de los votos y fue necesaria una segunda vuelta el 20 de agosto del mismo año, ese día se eligió un presidente y vicepresidente.

### Elección Presidenciales
Desde las elecciones de 1985 han sido electos como presidente y vicepresidente, las siguientes personas:
| Año  | Presidente           | Vicepresidente           | Partido                               | Votos     | %     |
| 2023 | Bernardo Arévalo     | Karin Herrera            | Movimiento Semilla                    | 2.441.661 | 60,9% |
| 2019 | Alejandro Giammattei | Guillermo Castillo Reyes | Vamos por una Guatemala Diferente     | 1.907.801 | 58,0% |
| 2015 | Jimmy Morales        | Jafeth Cabrera Franco    | Frente de Convergencia Nacional       | 2.751.058 | 65,5% |
| 2011 | Otto Pérez Molina    | Roxana Baldetti          | Partido Patriota                      | 2.300.979 | 53,7% |
| 2007 | Álvaro Colom         | Rafael Espada            | Unidad Nacional de la Esperanza       | 1.449.153 | 52,8% |
| 2003 | Óscar Berger         | Eduardo Stein            | Gran Alianza Nacional (PP - MR - PSN) | 1.235.303 | 54,1% |
| 1999 | Alfonso Portillo     | Juan Francisco Reyes     | Frente Republicano Guatemalteco       | 1.185.160 | 68,3% |
| 1995 | Álvaro Arzú Irigoyen | Luis Flores Asturias     | Partido de Avanzada Nacional          | 671.354   | 51,2% |
| 1990 | Jorge Serrano Elías  | Gustavo Espina           | Movimiento de Acción Solidaria        | 936.385   | 64,6% |
| 1985 | Vinicio Cerezo       | Roberto Carpio Nicolle   | Democracia Cristiana Guatemalteca     | 1.133.517 | 68,0% |

### Elección Legislativa
Los resultados de los partidos que han logrado más escaños para el ocupar los escaños en el Congreso de la República de Guatemala son los siguientes:
| Año  | Partido Político ganador          | Escaños lista nacional | Escaños distritales | Escaños totales | %      |
| 2023 | Vamos por una Guatemala Diferente | 8/32                   | 40/128              | 48/160          | 30,0%  |
| 2019 | Unidad Nacional de la Esperanza   | 7/32                   | 45/128              | 52/160          | 32,50% |
| 2015 | Libertad Democrática Renovada     | 7/31                   | 38/127              | 45/158          | 28,48% |
| 2011 | Partido Patriota                  | 8/31                   | 47/127              | 57/158          | 35,44% |
| 2007 | Unidad Nacional de la Esperanza   | 8/31                   | 43/127              | 51/158          | 30,38% |
| 2003 | Gran Alianza Nacional             | 8/31                   | 39/127              | 47/158          | 29,75% |
| 1999 | Frente Republicano Guatemalteco   | 11/22                  | 52/91               | 63/113          | 55,75% |
| 1995 | Partido de Avanzada Nacional      | 7/16                   | 36/64               | 43/80           | 53,75% |
| 1994 | Frente Republicano Guatemalteco   | 7/16                   | 26/64               | 33/80           | 41,25% |
| 1990 | Unión del Centro Nacional         | 8/29                   | 33/87               | 41/116          | 35,34% |
| 1985 | Democracia Cristiana Guatemalteca | 11/25                  | 40/75               | 51/100          | 51,00% |

## Símbolos Patrios

### Bandera de Guatemala

Bandera de la República de Guatemala.

La Bandera de Guatemala está formada por tres bandas verticales de igual ancho, azul claro, blanco, y azul claro, con el escudo de armas centrado en la banda blanca; el escudo de armas incluye un Quetzal verde y rojo (el ave nacional) y un pergamino con la inscripción «LIBERTAD 15 DE SETIEMBRE DE 1821» (la fecha original de Independencia de España), todo superpuesto a un par de rifles cruzados y un par de espadas cruzadas enmarcados por unos laureles.

### Escudo de armas de Guatemala

Escudo de armas de la República de Guatemala.

Este emblema fue creado por Decreto n.º 33 del 18 de noviembre de 1871, emitido por el general Miguel García Granados, según este decreto, «Las armas de la república serán: un escudo con dos rifles y dos espadas de oro enlazadas con ramas de laurel en campo celeste claro. El centro estará cubierto con un pergamino, que contendrá la siguiente leyenda en letras de oro: Libertad 15 de septiembre de 1821, figurará en la parte superior un Quetzal, como símbolo de la independencia y autonomía de la Nación.»

### Ave nacional de Guatemala

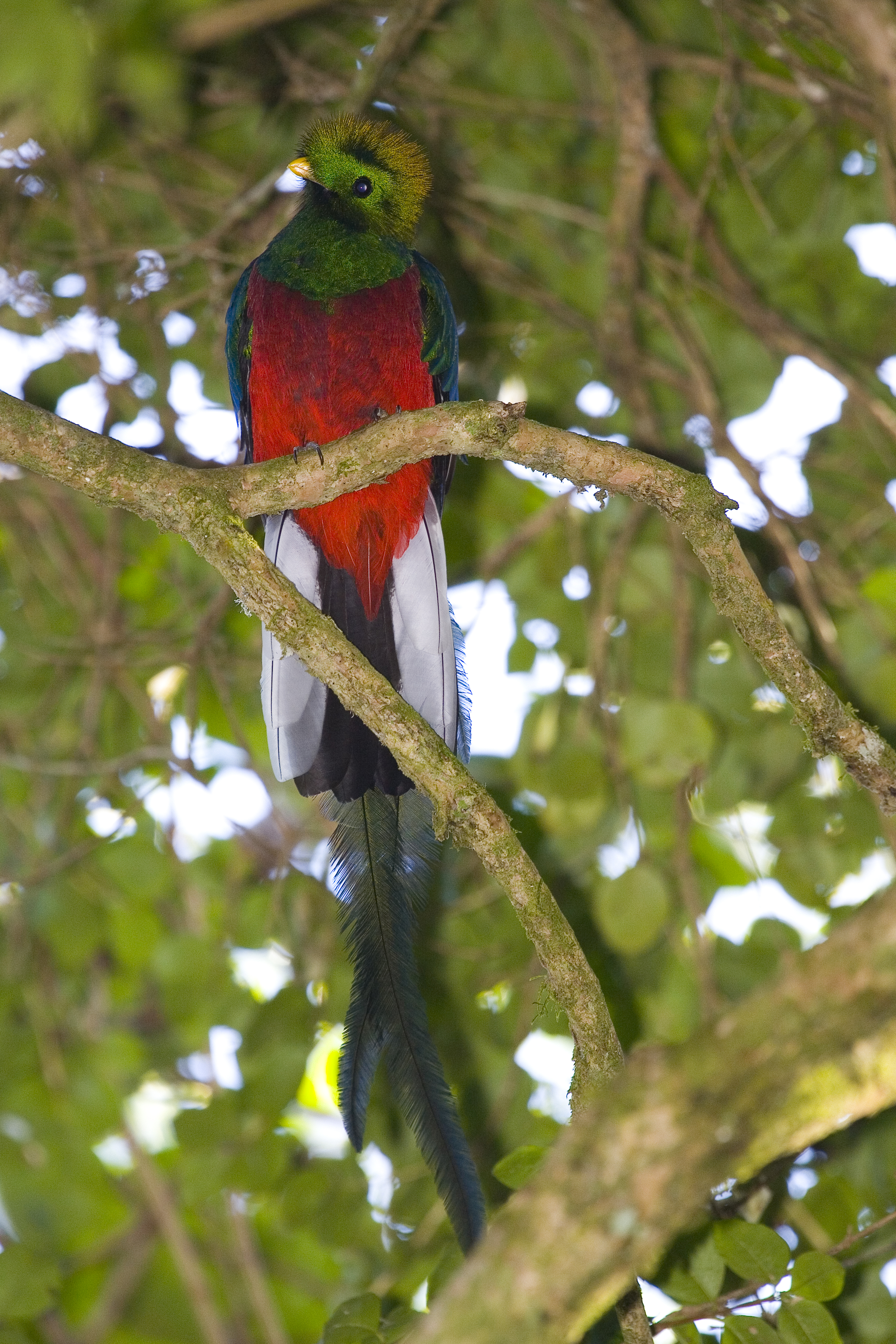
El Quetzal, Ave Nacional de la República de Guatemala.

El Quetzal es considerado un símbolo patrio y el ave nacional del país. El quetzal tiene su plumaje del cuerpo de color verde iridiscente, con reflejos que varían de oro hasta azul-violeta, con el pecho y vientre de color rojo carmesí intenso. Las plumas coberteras superiores de la cola son verdes y muy largas, escondiendo la cola, y en los machos en la temporada de anidar son más largas que el resto del cuerpo. Las coberteras superiores del ala también son largas y parecen flecos. En las civilizaciones antiguas Mesoamericanas el quetzal era considerado como un ser divino y sus plumas eran llevadas en los penachos de algunos gobernantes. La moneda del país se llama quetzal en honor al ave.

### Flor nacional de Guatemala
En 1933, Leticia M. de Southerland, presidenta de la exposición internacional de flores celebrada en Miami Beach, Florida, envió una sugerencia al actual gobierno de Guatemala de que el ejemplar expuesto de Lycaste skinneri alba fuese designado como flor nacional. Esta sugerencia fue consultada por el entonces presidente de la República, el general Jorge Ubico con varios especialistas, entre ellos Ulises Rojas y Mariano Pacheco H. y entidades como la Biblioteca Nacional y la Sociedad de Geografía e Historia. Los expertos tomaron en cuenta la hermosura y rareza de esta flor estuvieron de acuerdo con la sugerencia, por lo que el 11 de febrero de 1934 la presidencia de la República emitió un decreto dando a la Monja Blanca la denominación de Flor Nacional.
El 9 de agosto de 1946, durante el gobierno de Juan José Arévalo, con el fin de proteger a esta especie de la extinción en Guatemala, se emitió un Acuerdo Gubernativo en el que se prohíbe la recolección y exportación de esta planta. El mismo acuerdo fue modificado el 4 de junio de 1947 para ampliar la prohibición a bulbos y flores, así como para incluir al resto de las especies de esta familia botánica. En 1997 cuando se comenzaron a acuñar monedas de 50 centavos, apareció la Monja Blanca como una de las caras de la nueva moneda.

### Árbol nacional de Guatemala

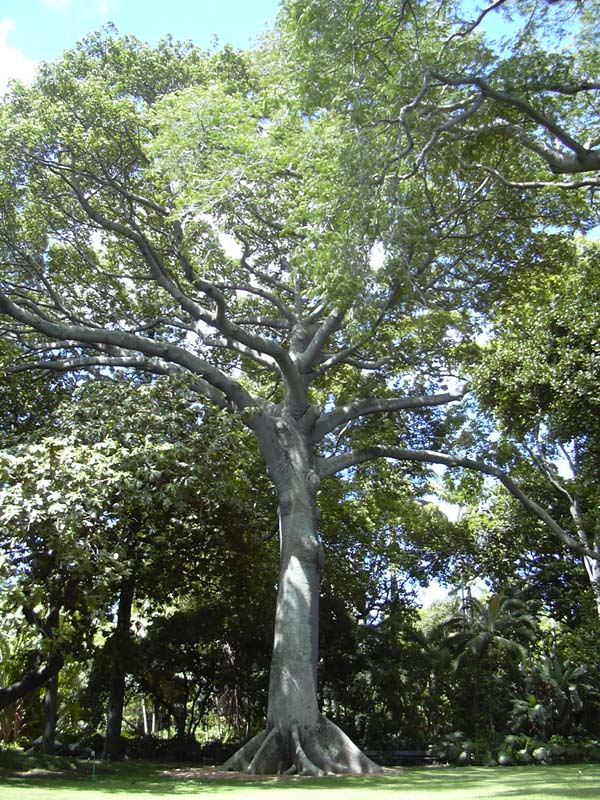
La Ceiba pentandra, Árbol Nacional de la República de Guatemala.

La Ceiba pentandra es el Árbol Nacional de Guatemala y alcanza 60 a 70 metros de altura, con un tronco grueso que puede llegar a medir más de 3 m de diámetro con contrafuertes. El tronco y muchas de sus ramas mayores están densamente pobladas con espinas largas y robustas. Las hojas están divididas en 5 a 9 hojitas más pequeñas, cada hoja sobrepasa los 20;cm. Los árboles adultos producen varios cientos de cápsulas de semillas de unos 15cm. Las vainas o cápsulas contienen semillas que se encuentran rodeadas por una fibra amarillenta y mullida, que es una mezcla de lignina y de celulosa.

### Instrumento Musical Nacional de Guatemala: La Marimba
El treinta y uno de agosto del año 1999, fue aprobado en Guatemala el decreto 31-99, el cual entró en vigencia al día siguiente como está estipulado en el mismo. Este establece a la marimba como símbolo patrio.
Dicho decreto se considera a la marimba cromática como la más genuina representación de la nacionalidad de Guatemala. También obliga al Ministerio de Educación, de Guatemala, a que vele por la instrucción de instrumento en los centros escolares públicos y privados entre otras cosas.

## Organismos, Ministerios, Secretarías, Entidades e Instituciones Autónomas, Semiautónomas y Descentralizadas del Estado

### Constitución
- Constitución Política de la República de Guatemala

### Organismo Legislativo
- Congreso de la República de Guatemala
- Presidente del Congreso de la República de Guatemala

### Organismo Ejecutivo
- Presidente de la República de Guatemala
- Vicepresidente de la República de Guatemala

#### Secretarías de la Presidencia de la Repúblicay otras dependencias
- Secretaría General de la Presidencia de la República
- Secretaría Privada de la Presidencia de la República
- Secretaría de Coordinación Ejecutiva de la Presidencia de la República
- Secretaría de Comunicación Social de la Presidencia de la República
- Secretaría de Inteligencia Estratégica del Estado
- Secretaría de Planificación y Programación de la Presidencia de la República
- Secretaría de Asuntos Administrativos y de Seguridad de la Presidencia de la República
- Secretaría de Asuntos Agrarios de la Presidencia de la República
- Secretaría de la Paz de la Presidencia de la República
- Secretaría de Bienestar Social de la Presidencia de la República
- Secretaría Presidencial de la Mujer
- Secretaría de Seguridad Alimentaria y Nutricional de la Presidencia de la República
- Secretaría Nacional de Ciencia y Tecnología
- Secretaría Nacional de Administración de Bienes en Extinción de Dominio
- Secretaría Ejecutiva de la Comisión contra las Adicciones y el Tráfico de Drogas
- Autoridad para el Manejo Sustentable de la Cuenca y del Lago de Amatitlán y su Entorno
- Autoridad para el Manejo Sustentable de la Cuenca y del Lago de Atitlán
- Consejo Nacional para la Atención de las Personas Discapacitadas
- Comisión Presidencial Coordinadora del Política del Ejecutivo en Materia de Derechos Humanos
- Comisión Presidencial para la Reforma, Modernización y Fortalecimiento del Estado, y sus Entidades Descentralizadas
- Comisión Presidencial contra la Discriminación y Racismo contra los Pueblos Indígenas en Guatemala
- Consejo Nacional de la Juventud
- Junta Nacional de Servicio Civil
- Oficina Nacional de Servicio Civil
- Fondo de Desarrollo Indígena Guatemalteco
- Fondo Nacional para la Paz
- Defensoría de la Mujer Indígena
- Fondo de Inversión Social

#### Ministerios de Estado

##### Ministerio de Agricultura, Ganadería y Alimentación
- Instituto Geográfico Nacional
- Escuela Nacional Central de Agricultura (esta es una institución autónoma por lo cual no depende de ningún organismo del Estado. Sin embargo, administrativamente se encuentra bajo el cargo de dicho ministerio)
- Instituto de Productos Lácteos de Asunción Mita en Liquidación
- Fondos de Tierras
- Instituto de Ciencia y Tecnología Agrícolas
- Instituto Nacional de Bosques
- Instituto Nacional de Comercialización Agrícola

##### Ministerio de Ambiente y Recursos Naturales
- Sistema Guatemalteco de Áreas Protegidas
- Consejo Nacional de Áreas Protegidas
- Fondo Nacional para la Conservación de la Naturaleza
- Autoridad para el Manejo Sostenible de la Cuenca y del Lago de Izabal
- Autoridad para el Manejo y Desarrollo Sostenible de la Cuenca del Lago de Petén Itzá

##### Ministerio de Comunicaciones, Infraestructura y Vivienda
- Dirección General de Aeronáutica Civil
- Empresa Guatemalteca de Telecomunicaciones
- Instituto Nacional de Sismología, Vulcanología, Meteorología e Hidrología
- Empresa Portuaria Nacional de Champerico
- Ferrocarriles de Guatemala
- Superintendencia de Telecomunicaciones
- Comisión Portuaria Nacional
- Dirección General de Caminos
- Unidad Ejecutora de Conservación Vial
- Dirección General de Transportes
- Unidad de Construcción de Edificios del Estado
- Dirección General de Radiodifusión y Televisión Nacional
- Unidad de Control y Supervisión de Cable
- Dirección General de Correos y Telégrafos
- Fondo para el Desarrollo de la Telefonía
- Unidad para el Desarrollo de Vivienda Popular
- Dirección General de Protección y Seguridad Vial
- Fondo Social de Solidaridad
- Fondo para la Vivienda

##### Ministerio de Cultura y Deportes
- Archivo General de Centro América
- Biblioteca Nacional de Guatemala "Luis Cardoza y Aragón"
- Comité Olímpico Guatemalteco
- Confederación Deportiva Autónoma de Guatemala
- Museo Nacional de Arqueología y Etnología de Guatemala
- Consejo Nacional para la Protección de La Antigua Guatemala
- Aporte para la Descentralización Cultural

##### Ministerio de la Defensa Nacional
- Estado Mayor de la Defensa Nacional
- Fuerzas Armadas de Guatemala
- Ejército de Guatemala
- Fuerzas Especiales Kaibil
- Armada de Guatemala
- Fuerza Aérea de Guatemala
- Instituto de Previsión Militar
- Coordinadora Nacional para la Reducción de Desastres

##### Ministerio de Desarrollo Social
- Consejo Económico y Social

##### Ministerio de Economía
- Junta Monetaria
- Banco de Guatemala
- Superintendencia de Bancos
- Instituto Guatemalteco de Turismo
- Instituto Nacional de Estadística
- Registro Mercantil
- Comité Permanente de Exposiciones
- Corporación Financiera Nacional
- Crédito Hipotecario Nacional
- Instituto Nacional de Cooperativas
- Instituto de Fomento de Hipotecas Aseguradas

##### Ministerio de Educación
- Universidad de San Carlos de Guatemala (esta es una institución autónoma por lo cual no depende de ningún organismo del Estado. Sin embargo, administrativamente se encuentra bajo el cargo de dicho ministerio)
- Consejo de la Enseñanza Privada Superior
- Academia de Lenguas Mayas de Guatemala
- Consejo Nacional para la Atención de las Personas Discapacitadas
- Comité Nacional de Alfabetización

##### Ministerio de Finanzas Públicas
- Superintendencia de Administración Tributaria
- Zona Libre de Industria y Comercio «Santo Tomás de Castillo»

##### Ministerio de Energía y Minas
- Instituto Nacional de Electrificación

##### Ministerio de Gobernación
- Benemérito Cuerpo Voluntario de Bomberos de Guatemala
- Policía Nacional Civil
- Sistema Penitenciario
- Instituto Nacional de Ciencias Forenses
- Instituto de Fomento Municipal
- Oficina Asesora de Recursos Humanos de las Municipalidades
- Plan de Prestaciones del Empleado Municipal
- Dirección General de Migración
- Gobernaciones Departamentales
- Municipalidades (Gobiernos Locales)

##### Ministerio de Relaciones Exteriores
- Consejo Nacional de Adopciones

##### Ministerio de Trabajo y Previsión Social
- Instituto Guatemalteco de Seguridad Social
- Instituto de Recreación de los Trabajadores de la Empresa Privada de Guatemala
- Instituto Técnico de Capacitación y Productividad
- Instituto Nacional de Administración Pública

### Organismo Judicial
- Corte Suprema de Justicia
- Consejo de la Carrera Judicial
- Presidente de la Corte Suprema de Justicia y Organismo Judicial
- Centro Nacional de Análisis y Documentación Judicial
- Gerencia General del Organismo Judicial
- Corte de Apelaciones
- Juzgados de Primera Instancia
- Juzgados de Paz o Juzgados Menores
- Sistema de Justicia

### Órganos de Control Político
- Tribunal Supremo Electoral
- Procurador de los Derechos Humanos

### Órganos de Control Jurídico Administrativo
- Corte de Constitucionalidad
- Contraloría General de Cuentas
- Ministerio Público
  - Fiscal general de la República
- Procuraduría General de la Nación
- Instituto de Defensa Público Penal
- Registro General de la Propiedad
- Registro Nacional de las Personas
- Registro de Información Catastral
- Secretaría Ejecutiva de la Modernización del Sector Justicia